# 广西路7号祥福洋行住宅
36°3′46″N 120°19′11″E / 36.06278°N 120.31972°E
广西路7号祥福洋行住宅是位于中国山东省青岛市市南区广西路7号的一座住宅，建于1910年代初，为德占时期地产公司祥福洋行所建。

## 历史
根据胶澳总督府1898年公布的城市规划与建筑规定，海因里希亲王街（德語：Prinz-Heinrich-Straße，今广西路）被规划为欧洲人商贸街区，街道两侧只允许建造临街立面与街道平行的三层封闭式商业楼。顺应该规划，德国人阿尔弗雷德·希姆森（Alfred Siemssen）创办的祥福洋行地产公司曾于1900年代前半叶在海因里希亲王街建设了E街区1号楼与2号楼。而此后的十年中，海因里希亲王街的商业发展不尽人意，不及弗里德里希街（Friedrichstraße，今中山路南段）与大鲍岛华人区，其周边部分地块长期闲置。总督府遂于约1912年批准在海因里希亲王街威廉街（Wilhelmstraße，今青岛路）路口以东路段的闲置地块上建设独栋花园住宅。因此，祥福洋行于1910年代初在该街东段的19街区建设了两座花园住宅，分别为1号楼（今广西路7号）与2号楼（今湖南路14号址）。同期建设的住宅建筑还有西侧的马克·齐默尔曼住宅。常年在青岛经营药店的德侨奥托·林克（Otto Linke）曾在1号楼的西侧居住。1914年日军占领青岛后，祥福洋行地产被全部没收。1922年北洋政府收回青岛后，此处地块为日本驻青岛总领事馆保留财产。位于北侧湖南路的2号楼已拆除，现门牌号为广西路7号的1号楼保存至今，现仍为民宅。

## 建筑特色

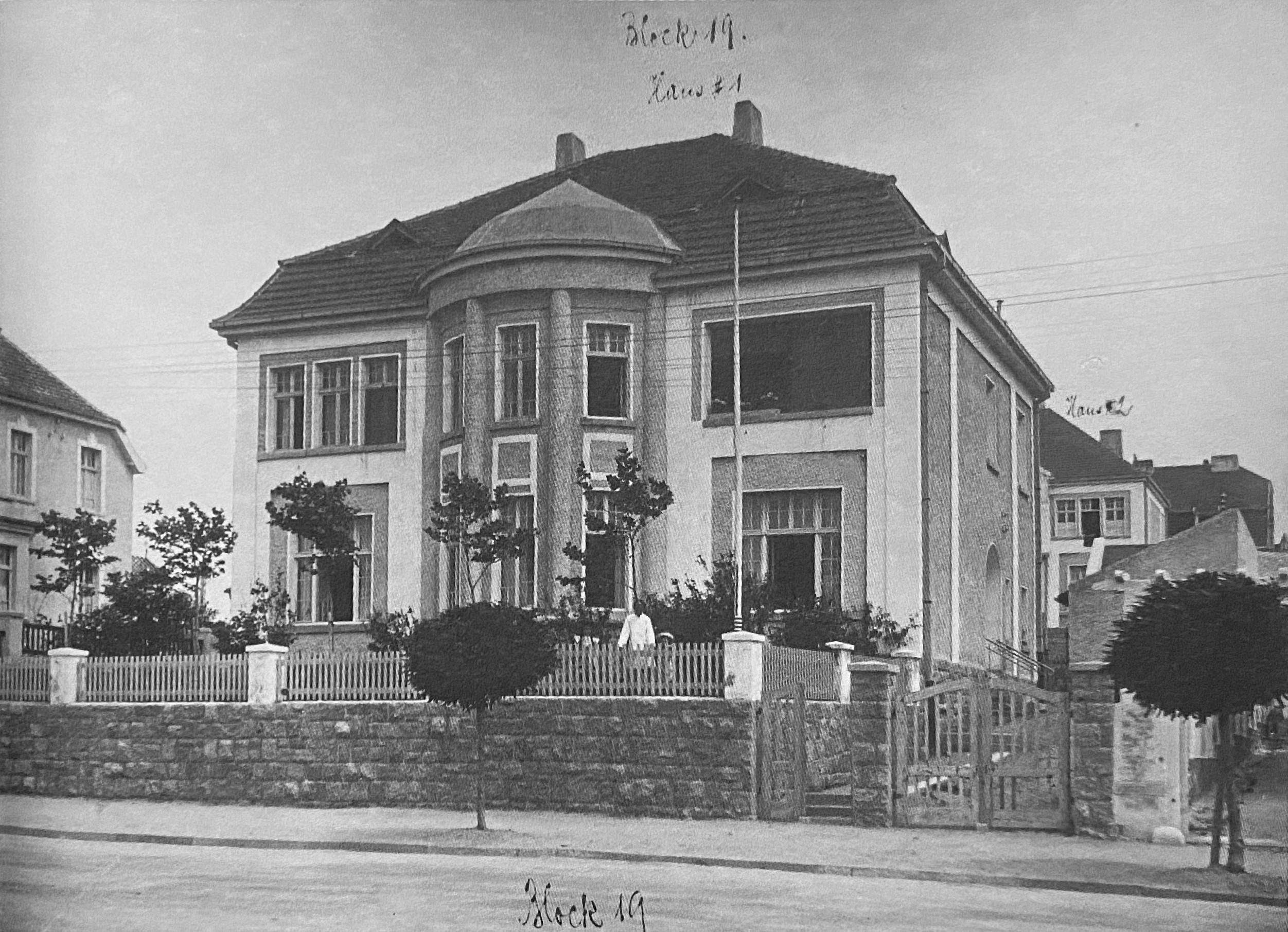
广西路7号原貌

该建筑外形方正，平面呈矩形，二层覆蒙莎屋顶，花岗岩砌墙基，正立面中央为弧形凸出，建有4根贯通2层的壁柱与三组窄长窗，顶部以两折攒尖顶收尾。该建筑与祥福洋行1900年代所建建筑相比放弃了拱券等装饰，显得更加简洁且中规中矩。